# Gilbert Bayes
Gilbert William Bayes (Londen, 4 april 1872 – aldaar, 10 juli 1953) was een Engelse beeldhouwer en medailleur.

## Leven en werk
Bayes werd geboren in de Londense wijk St Pancras als zoon van de schilder Alfred Walter Bayes. Hij studeerde aan de City and Guilds of London Art School bij George Frampton en Harry Bates in Finsbury en van 1896 tot 1899 beeldhouwkunst aan de Royal Academy Schools in Londen. In 1899 kreeg hij de Golden Medal en een beurs voor een studiereis naar Frankrijk en Italië. Hij naam deel aan de Wereldtentoonstelling van 1900 in Parijs, die het begin markeerde van de kunststroming art nouveau. Hij kwam in Engeland aan het eind van de negentiende eeuw via Frampton en Bates in contact met de jonge kunststroming New Sculptuur. Bayes werd een belangrijke medewerker van de greswarenfabriek The Royal Doulton Company. Hij maakte in 1938 een grote keramische fries voor het hoofdkantoor van Doulton, dat in 1960 werd gesloopt. De fries is thans ondergebracht in de naar Bayes genoemde Gilbert Bayes Gallery in het Victoria and Albert Museum.
Bayes huwde in 1906 de Britse beeldhouwster Gertrude Smith. Hij was vanaf 1935 lid van de Royal British Society of Sculptors en van 1939 tot 1944 de voorzitter.

## Werken (selectie)
- Sea King's Daughter (1919), Hurlington Gardens
- Destiny (1920), Albion Gardens, Ramsgate (Kent)
- Todmorden War Memorial (1921), Todmorden (West Yorkshire)
- Offerings of Peace (1923), Art Gallery of New South Wales in Sydney (Australië)
- Madonna and Child (reliëf 1923), Bruce Road in Bromley-by-Bow in Londen
- National War Memorial (1924), St. John's, Newfoundland and Labrador
- Mankind (gevelbeelden 1926), National Museum Cardiff in Cardiff
- Saint George (1926), Bassalag Church
- "Blue Robed Bambino" (fontein 1926), Centre William Rappard in Genève (Zwitserland)
- Queen of Time (1928), Selfridges Oxford Street in London
- Drama Through the Ages (fries 1931), voormalig Saville Theatre aan de Shaftesbury Avenue in Londen
- The Quality of Man in Modern Society (Reliëfs 1931)[1], Broadcasting House van de British Broadcasting Corporation in London
- Reliëfs (1934/35)[2], voormalige Commercial Bank of Scotland aan de Bothwell Street in Glasgow
- The Deer of Millwall (1935), Saint Hubert's House Isle of Dogs in Londen
- History of Pottery through the Ages (keramische fries 1938), Royal Doulton Company in Londen
- Memorials Lord Nunburnholme and Gerald Nunburnholme, Churchyard of St James' Church in Warter
- Standbeeld Jamsetji Tata, Indian Institute of Science in Bangalore (India)
- Gold Coast War Memorial (1948), Accra (Ghana)

## Fotogalerij

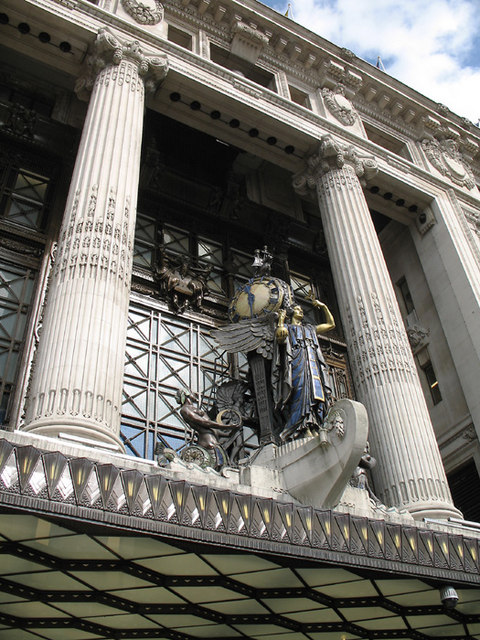
Queen of Time, Selfridges Londen
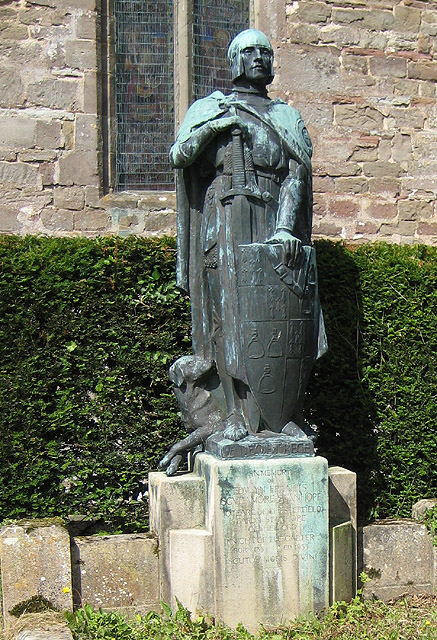
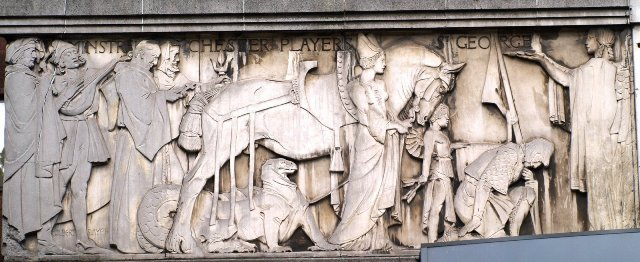
Reliëf Shaftesbury Avenue, Londen
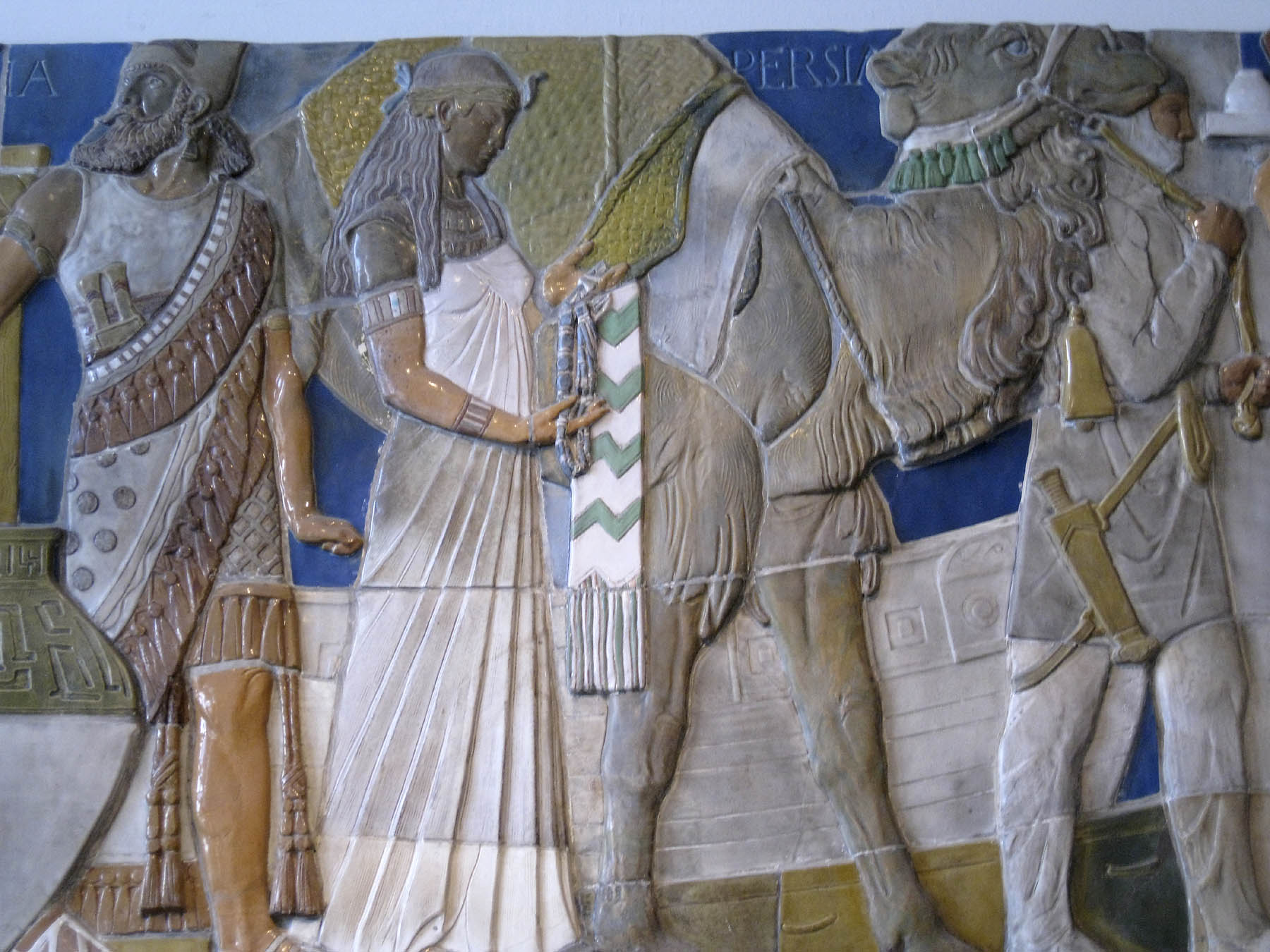
Doulton Frieze (detail) in Londen
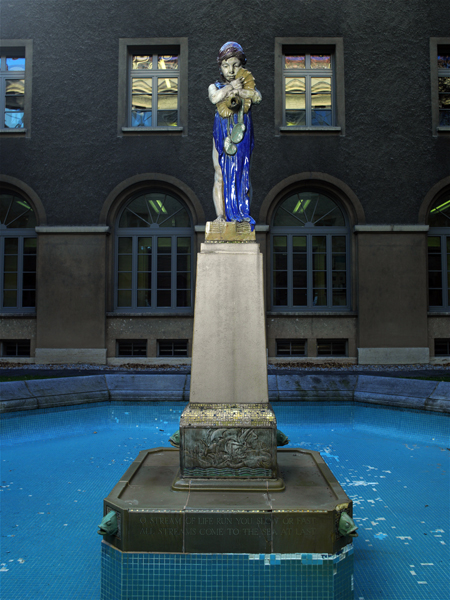
Fontein Centre William Rappard in Genève